# We Fall and We Rise Again
We Fall y We Rise Again (en español: Nos caemos y nos volvemos a levantar) es el segundo álbum estudio del actor, compositor y tenor estadounidense Donald Braswell. El álbum fue lanzado el 6 de marzo de 2010.. Este álbum sigue New Chapter y es el primero que contiene sus propias composiciones. 

## Información sobre el álbum
We Fall and We Rise Again contiene once composiciones originales de Braswell y Anthony Bazzani, el coproductor.  También tiene la interpretación de Braswell de «Nessun Dorma» de Turandot de Puccini. Los doce temas fueron arreglados por Bazzani, y el coproductor Rubén Adame contribuyó letras en español para «El tormento de la seducción», «Pasión» y «En Tus Ojos». «In Those Eyes» es la versión original en inglés de «En tus ojos». Ambas canciones están dedicadas a la esposa de Donald, Julie.
«Ennio» es una composición de Bazzani a la cual Braswell escribió la letra. La canción es un homenaje al compositor italiano Ennio Morricone, y Bazzani escribió una melodía que recuerda al estilo propio Morricone.
«We Fall and We Rise Again» y «Look at Me» (en español: «Mírame») son biográficos, refiriéndose al período después del accidente automovilístico en 1995 en que Braswell no pudo ni hablar. «We Fall and We Rise Again» ofrece esperanza para superar la adversidad, y las letras de «Look at Me» suplica al oyente y le recuerda que la voz poética sí es alguien importante. En las notas del álbum, afirma que ahora se aplica la canción a los que tienen otras luchas.
«We are the Same You and I» (en español: «Somos iguales, tú y yo») y «Like That One Day» (en español: «Como aquel día») expresan un anhelo de paz para el mundo. «We are the Same You and I» le pide a la audiencia que considere las razones para desgarrar el mundo, ya que todo el mundo tiene las mismas necesidades. «Like That One Day» es una canción para las fiestas. Se habla de la paz de la Navidad y la esperanza de que la paz se extienda durante todo el año.

## Lista de temas
1. "Nessun dorma" (Giacomo Puccini) – 3:22[2]
2. "Say I Love You" (Donald Braswell) –  2:39[3]
3. "We Fall and We Rise Again" (Anthony Bazzani, Donald Braswell) – 2:55
4. "El tormento de la seducción" (Anthony Bazzani, Rubén Adame) – 3:50
5. "To the Place That Is Home Again" (Anthony Bazzani, Donald Braswell) – 5:11
6. "En tus ojos" (Donald Braswell, Rubén Adame) – 4:48[4]
7. "Ennio" (Anthony Bazzani, Donald Braswell) – 3:37
8. "Pasión" (Anthony Bazzani, Rubén Adame) – 3:03
9. "Look at Me" (Donald Braswell) – 3:47
10. "Like That One Day" (Anthony Bazzani, Donald Braswell) – 3:51
11. "We Are the Same You and I" (Donald Braswell) – 3:49
12. "In Those Eyes" (Donald Braswell) – 4:48